# Élections municipales de 2014 dans le Rhône
Les élections municipales dans le département du Rhône se sont déroulées les 23 et 30 mars 2014.

## Maires sortants et maires élus
Le scrutin est marqué par des changements notoires. La gauche est battue à Chaponost, Chassieu, Décines-Charpieu, Francheville, Grigny, Lentilly, Mions, Pierre-Bénite, Rillieux-la-Pape, Saint-Fons, Saint-Priest et Tarare. Grande gagnante de ce scrutin, la droite renforce sa position dans le département avec un succès à Amplepuis et Tassin-la-Demi-Lune. Seconde gagnante de ces élections, l’UDI conserve Anse, Belleville, Ecully, Saint-Bonnet-de-Mure, Thizy-les-Bourgs et s’impose à Saint-Genis-Laval. Le MoDem, affaibli avec des défaites à Amplepuis et Saint-Genis-Laval, se maintient à Dardilly et Irigny. 
| Commune                   | Population | Maire sortant           | Parti | Parti | Maire élu               | Parti | Parti |
| ------------------------- | ---------- | ----------------------- | ----- | ----- | ----------------------- | ----- | ----- |
| Amplepuis                 | 5 148      | Didier Fournel          |       | MoDem | René Pontet             |       | DVD   |
| Anse                      | 6 251      | Daniel Pomeret          |       | UDI   | Daniel Pomeret          |       | UDI   |
| Belleville                | 7 966      | Bernard Fialaire        |       | UDI   | Bernard Fialaire        |       | UDI   |
| Brignais                  | 11 377     | Paul Minssieux          |       | DVD   | Paul Minssieux          |       | DVD   |
| Brindas                   | 5 585      | Christiane Agarrat      |       | UMP   | Christian Beffy         |       | DVD   |
| Bron                      | 38 881     | Annie Guillemot         |       | PS    | Annie Guillemot         |       | PS    |
| Caluire-et-Cuire          | 41 357     | Philippe Cochet         |       | UMP   | Philippe Cochet         |       | UMP   |
| Champagne-au-Mont-d'Or    | 5 165      | Gaston Lyonnet          |       | UMP   | Bernard Dejean          |       | DVD   |
| Chaponost                 | 7 971      | Pierre Menard           |       | PS    | Damien Combet           |       | DVD   |
| Chassieu                  | 9 735      | Alain Darlay            |       | PS    | Jean-Jacques Sellès     |       | DVD   |
| Corbas                    | 10 621     | Jean-Claude Talbot      |       | PS    | Jean-Claude Talbot      |       | PS    |
| Craponne                  | 9 865      | Alain Galliano          |       | UMP   | Alain Galliano          |       | UMP   |
| Dardilly                  | 8 450      | Michèle Vullien         |       | MoDem | Michèle Vullien         |       | MoDem |
| Décines-Charpieu          | 25 794     | Jérôme Sturla           |       | PS    | Laurence Fautra         |       | UMP   |
| Écully                    | 17 854     | Yves-Marie Uhlrich      |       | UDI   | Yves-Marie Uhlrich      |       | UDI   |
| Feyzin                    | 9 333      | Yves Blein              |       | PS    | Murielle Laurent        |       | PS    |
| Fontaines-sur-Saône       | 6 294      | Patrick Bouju           |       | DVD   | Thierry Pouzol          |       | DVD   |
| Francheville              | 12 980     | René Lambert            |       | PS    | Michel Rantonnet        |       | UMP   |
| Genas                     | 12 321     | Daniel Valéro           |       | UMP   | Daniel Valéro           |       | UMP   |
| Genay                     | 5 115      | Arthur Roche            |       | PS    | Arthur Roche            |       | PS    |
| Givors                    | 19 718     | Martial Passi           |       | FG    | Martial Passi           |       | FG    |
| Gleizé                    | 7 617      | Élisabeth Lamure        |       | UMP   | Élisabeth Lamure        |       | UMP   |
| Grézieu-la-Varenne        | 5 122      | Bernard Romier          |       | UMP   | Bernard Romier          |       | UMP   |
| Grigny                    | 9 094      | René Balme              |       | FG    | Xavier Odo              |       | UMP   |
| Irigny                    | 8 266      | Jean-Luc da Passano     |       | MoDem | Jean-Luc da Passano     |       | MoDem |
| Jonage                    | 5 765      | Lucien Barge            |       | UMP   | Lucien Barge            |       | UMP   |
| L'Arbresle                | 6 032      | Pierre-Jean Zannettacci |       | PS    | Pierre-Jean Zannettacci |       | PS    |
| La Mulatière              | 6 556      | Guy Barret              |       | UMP   | Guy Barret              |       | UMP   |
| Lentilly                  | 5 344      | Jacques Vial            |       | PS    | Nicole Vagnier          |       | UMP   |
| Lyon                      | 492 268    | Gérard Collomb          |       | PS    | Gérard Collomb          |       | PS    |
| Meyzieu                   | 31 090     | Michel Forissier        |       | UMP   | Michel Forissier        |       | UMP   |
| Mions                     | 11 943     | Paul Serres             |       | PS    | Claude Cohen            |       | UMP   |
| Mornant                   | 5 503      | Yves Dutel              |       | UMP   | Renaud Pfeffer          |       | UMP   |
| Neuville-sur-Saône        | 7 232      | Jean-Claude Ollivier    |       | DVD   | Valérie Glatard         |       | DVD   |
| Oullins                   | 25 257     | François-Noël Buffet    |       | UMP   | François-Noël Buffet    |       | UMP   |
| Pierre-Bénite             | 10 011     | Mireille Domenech-Diana |       | FG    | Jérôme Moroge           |       | UMP   |
| Rillieux-la-Pape          | 29 966     | Renaud Gauquelin        |       | PS    | Alexandre Vincendet     |       | UMP   |
| Saint-Bonnet-de-Mure      | 6 724      | Jean-Pierre Jourdain    |       | UDI   | Jean-Pierre Jourdain    |       | UDI   |
| Saint-Cyr-au-Mont-d'Or    | 5 534      | Marc Grivel             |       | DVD   | Marc Grivel             |       | DVD   |
| Saint-Didier-au-Mont-d'Or | 6 411      | Denis Bousson           |       | DVD   | Denis Bousson           |       | DVD   |
| Saint-Fons                | 17 032     | Christiane Demontès     |       | PS    | Nathalie Frier          |       | DVD   |
| Saint-Genis-Laval         | 20 673     | Roland Crimier          |       | MoDem | Roland Crimier          |       | UDI   |
| Saint-Laurent-de-Mure     | 5 297      | Christiane Guicherd     |       | UMP   | Christiane Guicherd     |       | UMP   |
| Saint-Priest              | 42 535     | Martine David           |       | PS    | Gilles Gascon           |       | UMP   |
| Saint-Symphorien-d'Ozon   | 5 375      | Raymond Béal            |       | DVD   | Pierre Ballesio         |       | DVD   |
| Sainte-Foy-lès-Lyon       | 21 585     | Michel Chapas           |       | UMP   | Véronique Sarselli      |       | UMP   |
| Tarare                    | 10 541     | Thomas Chadoeuf-Hoebeke |       | PS    | Bruno Peylachon         |       | UMP   |
| Tassin-la-Demi-Lune       | 19 868     | Jean-Claude Desseigne   |       | UDI   | Pascal Charmot          |       | LR    |
| Ternay                    | 5 357      | Jean-Jacques Brun       |       | DVD   | Jean-Jacques Brun       |       | DVD   |
| Thizy-les-Bourgs          | 6 373      | Michel Mercier          |       | UDI   | Michel Mercier          |       | UDI   |
| Vaulx-en-Velin            | 42 726     | Bernard Genin           |       | FG    | Hélène Geoffroy         |       | PS    |
| Vénissieux                | 60 159     | Michèle Picard          |       | FG    | Michèle Picard          |       | FG    |
| Villefranche-sur-Saône    | 35 640     | Bernard Perrut          |       | UMP   | Bernard Perrut          |       | UMP   |
| Villeurbanne              | 145 034    | Jean-Paul Bret          |       | PS    | Jean-Paul Bret          |       | PS    |

### Résultats en nombre de maires
| Partis       | Partis                               | Maires sortants | Maires élus | Évolution     |
| ------------ | ------------------------------------ | --------------- | ----------- | ------------- |
|              | Parti socialiste                     | 17              | 8           | 9             |
|              | Front de gauche                      | 5               | 2           | 3             |
| Total gauche | Total gauche                         | 22              | 10          | 12            |
|              | Union pour un mouvement populaire    | 15              | 23          | 8             |
|              | Union des démocrates et indépendants | 6               | 6           | en stagnation |
|              | MoDem                                | 4               | 2           | 2             |
|              | Divers droite                        | 7               | 13          | 6             |
| Total droite | Total droite                         | 32              | 44          | 12            |
| Total        | Total                                | 54              | 54          | -             |

## Résultats dans les communes de plus de5 000 habitants

### Amplepuis
- Maire sortant : Didier Fournel (MoDem)
- 29 sièges à pourvoir au conseil municipal (population légale 2011 : 5 148 habitants)
- 8 sièges à pourvoir au conseil communautaire (CA de l'Ouest Rhodanien)

|                | René Pontet     | DVD            | 1 235 | 53,39  | 23 | 6 |  |  |
|                | Emmanuel Girard | SE             | 653   | 28,23  | 4  | 1 |  |  |
|                | Serge Voyant    | FN             | 425   | 18,37  | 2  | 1 |  |  |
|                |                 |                |       |        |    |   |  |  |
| Inscrits       | Inscrits        | Inscrits       | 3 735 | 100,00 |    |   |  |  |
| Abstentions    | Abstentions     | Abstentions    | 1 341 | 35,90  |    |   |  |  |
| Votants        | Votants         | Votants        | 2 394 | 64,10  |    |   |  |  |
| Blancs et nuls | Blancs et nuls  | Blancs et nuls | 81    | 3,38   |    |   |  |  |
| Exprimés       | Exprimés        | Exprimés       | 2 313 | 96,62  |    |   |  |  |

### Anse
- Maire sortant : Daniel Pomeret (UDI)
- 29 sièges à pourvoir au conseil municipal (population légale 2011 : 6 251 habitants)
- 8 sièges à pourvoir au conseil communautaire (CC Beaujolais Pierres Dorées)

|                          | Daniel Pomeret * | DVD            | 1 751 | 100,00 | 29 | 8 |  |  |
|                          |                  |                |       |        |    |   |  |  |
| Inscrits                 | Inscrits         | Inscrits       | 4 244 | 100,00 |    |   |  |  |
| Abstentions              | Abstentions      | Abstentions    | 2 163 | 50,97  |    |   |  |  |
| Votants                  | Votants          | Votants        | 2 081 | 49,03  |    |   |  |  |
| Blancs et nuls           | Blancs et nuls   | Blancs et nuls | 330   | 15,86  |    |   |  |  |
| Exprimés                 | Exprimés         | Exprimés       | 1 751 | 84,14  |    |   |  |  |
| * Liste du maire sortant |                  |                |       |        |    |   |  |  |

### Belleville
- Maire sortant : Bernard Fialaire (UDI)
- 29 sièges à pourvoir au conseil municipal (population légale 2011 : 7 966 habitants)
- 9 sièges à pourvoir au conseil communautaire (CC Saône Beaujolais)

|                          | Bernard Fialaire * | DVD            | 1 736 | 100,00 | 29 | 9 |  |  |
|                          |                    |                |       |        |    |   |  |  |
| Inscrits                 | Inscrits           | Inscrits       | 4 490 | 100,00 |    |   |  |  |
| Abstentions              | Abstentions        | Abstentions    | 2 410 | 53,67  |    |   |  |  |
| Votants                  | Votants            | Votants        | 2 080 | 46,33  |    |   |  |  |
| Blancs et nuls           | Blancs et nuls     | Blancs et nuls | 344   | 16,54  |    |   |  |  |
| Exprimés                 | Exprimés           | Exprimés       | 1 736 | 83,46  |    |   |  |  |
| * Liste du maire sortant |                    |                |       |        |    |   |  |  |

### Brignais
- Maire sortant : Paul Minssieux (DVD)
- 33 sièges à pourvoir au conseil municipal (population légale 2011 : 11 377 habitants)
- 12 sièges à pourvoir au conseil communautaire (CC de la Vallée du Garon)

| Tête de liste            | Tête de liste    | Liste          | Premier tour | Premier tour | Second tour | Second tour | Sièges | Sièges |
| Tête de liste            | Tête de liste    | Liste          | Voix         | %            | Voix        | %           | CM     | CC     |
| ------------------------ | ---------------- | -------------- | ------------ | ------------ | ----------- | ----------- | ------ | ------ |
|                          | Paul Minssieux * | DVD            | 2 235        | 47,68        | 2 225       | 48,17       | 25     | 9      |
|                          | Serge Berard     | DVD            | 1 313        | 28,01        | 1 447       | 31,32       | 5      | 2      |
|                          | Emmanuel Dossi   | PS             | 957          | 20,41        | 947         | 20,50       | 3      | 1      |
|                          | Odile Mirguet    | EXG            | 182          | 3,88         |             |             |        |        |
|                          |                  |                |              |              |             |             |        |        |
| Inscrits                 | Inscrits         | Inscrits       | 8 631        | 100,00       | 8 632       | 100,00      |        |        |
| Abstentions              | Abstentions      | Abstentions    | 3 838        | 44,47        | 3 926       | 45,48       |        |        |
| Votants                  | Votants          | Votants        | 4 793        | 55,53        | 4 706       | 54,52       |        |        |
| Blancs et nuls           | Blancs et nuls   | Blancs et nuls | 106          | 2,21         | 87          | 1,85        |        |        |
| Exprimés                 | Exprimés         | Exprimés       | 4 687        | 97,79        | 4 619       | 98,15       |        |        |
| * Liste du maire sortant |                  |                |              |              |             |             |        |        |

### Brindas
- Maire sortant : Christiane Agarrat (UMP)
- 29 sièges à pourvoir au conseil municipal (population légale 2011 : 5 585 habitants)
- 5 sièges à pourvoir au conseil communautaire (CC des Vallons du Lyonnais)

| Tête de liste            | Tête de liste        | Liste          | Premier tour | Premier tour | Second tour | Second tour | Sièges | Sièges |
| Tête de liste            | Tête de liste        | Liste          | Voix         | %            | Voix        | %           | CM     | CC     |
| ------------------------ | -------------------- | -------------- | ------------ | ------------ | ----------- | ----------- | ------ | ------ |
|                          | Christian Beffy      | DVD            | 979          | 37,77        | 1 146       | 42,82       | 21     | 4      |
|                          | Christiane Agarrat * | UMP            | 892          | 34,41        | 957         | 35,76       | 5      | 1      |
|                          | Rémy Ménétrier       | DVG            | 721          | 27,81        | 573         | 21,41       | 3      |        |
|                          |                      |                |              |              |             |             |        |        |
| Inscrits                 | Inscrits             | Inscrits       | 4 094        | 100,00       | 4 094       | 100,00      |        |        |
| Abstentions              | Abstentions          | Abstentions    | 1 425        | 34,81        | 1 367       | 33,39       |        |        |
| Votants                  | Votants              | Votants        | 2 669        | 65,19        | 2 727       | 66,61       |        |        |
| Blancs et nuls           | Blancs et nuls       | Blancs et nuls | 77           | 2,88         | 51          | 1,87        |        |        |
| Exprimés                 | Exprimés             | Exprimés       | 2 592        | 97,12        | 2 676       | 98,13       |        |        |
| * Liste du maire sortant |                      |                |              |              |             |             |        |        |

### Bron
- Maire sortant : Annie Guillemot (PS)
- 39 sièges à pourvoir au conseil municipal (population légale 2011 : 38 881 habitants)
- 4 sièges à pourvoir au conseil communautaire (Métropole de Lyon)

| Tête de liste            | Tête de liste              | Liste          | Premier tour | Premier tour | Second tour | Second tour | Sièges | Sièges |
| Tête de liste            | Tête de liste              | Liste          | Voix         | %            | Voix        | %           | CM     | CC     |
| ------------------------ | -------------------------- | -------------- | ------------ | ------------ | ----------- | ----------- | ------ | ------ |
|                          | Annie Guillemot *          | PS             | 3 595        | 30,10        | 4 658       | 36,71       | 27     | 3      |
|                          | Yann Compan                | UMP            | 2 978        | 24,93        | 4 334       | 34,16       | 7      | 1      |
|                          | Élisabeth Brissy Queyranne | DVG            | 2 815        | 23,57        | 2 376       | 18,72       | 3      |        |
|                          | Ludovic Ifri               | FN             | 1 908        | 15,97        | 1 319       | 10,39       | 2      |        |
|                          | Françoise Bonnet           | PG             | 645          | 5,40         |             |             |        |        |
|                          |                            |                |              |              |             |             |        |        |
| Inscrits                 | Inscrits                   | Inscrits       | 22 113       | 100,00       | 22 113      | 100,00      |        |        |
| Abstentions              | Abstentions                | Abstentions    | 9 861        | 44,59        | 9 120       | 41,24       |        |        |
| Votants                  | Votants                    | Votants        | 12 252       | 55,41        | 12 993      | 58,76       |        |        |
| Blancs et nuls           | Blancs et nuls             | Blancs et nuls | 311          | 2,54         | 306         | 2,36        |        |        |
| Exprimés                 | Exprimés                   | Exprimés       | 11 941       | 97,46        | 12 687      | 97,64       |        |        |
| * Liste du maire sortant |                            |                |              |              |             |             |        |        |

### Caluire-et-Cuire
- Maire sortant : Philippe Cochet (UMP)
- 43 sièges à pourvoir au conseil municipal (population légale 2011 : 41 357 habitants)
- 4 sièges à pourvoir au conseil communautaire (Métropole de Lyon)

|                          | Philippe Cochet *   | UMP            | 8 183  | 52,47  | 34 | 4 |  |  |
|                          | Fabrice Matteucci   | PS             | 3 267  | 20,95  | 4  |   |  |  |
|                          | Bruno Houdayer      | FN             | 1 638  | 10,50  | 2  |   |  |  |
|                          | Édouard Chastenet   | SE             | 1 560  | 10,00  | 2  |   |  |  |
|                          | Véronique Chiavazza | FG             | 946    | 6,06   | 1  |   |  |  |
|                          |                     |                |        |        |    |   |  |  |
| Inscrits                 | Inscrits            | Inscrits       | 28 625 | 100,00 |    |   |  |  |
| Abstentions              | Abstentions         | Abstentions    | 12 703 | 44,38  |    |   |  |  |
| Votants                  | Votants             | Votants        | 15 922 | 55,62  |    |   |  |  |
| Blancs et nuls           | Blancs et nuls      | Blancs et nuls | 328    | 2,06   |    |   |  |  |
| Exprimés                 | Exprimés            | Exprimés       | 15 594 | 97,94  |    |   |  |  |
| * Liste du maire sortant |                     |                |        |        |    |   |  |  |

### Champagne-au-Mont-d'Or
- Maire sortant : Gaston Lyonnet (UMP)
- 29 sièges à pourvoir au conseil municipal (population légale 2011 : 5 165 habitants)
- 1 siège à pourvoir au conseil communautaire (Métropole de Lyon)

| Tête de liste            | Tête de liste      | Liste          | Premier tour | Premier tour | Second tour | Second tour | Sièges | Sièges |
| Tête de liste            | Tête de liste      | Liste          | Voix         | %            | Voix        | %           | CM     | CC     |
| ------------------------ | ------------------ | -------------- | ------------ | ------------ | ----------- | ----------- | ------ | ------ |
|                          | Gaston Lyonnet *   | DVD            | 795          | 36,63        | 913         | 40,74       | 6      |        |
|                          | Pierre Diamantidis | SE             | 628          | 28,94        | 1 328       | 59,25       | 23     | 1      |
|                          | Bernard Dejean     | DVD            | 747          | 34,42        | 1 328       | 59,25       | 23     | 1      |
|                          |                    |                |              |              |             |             |        |        |
| Inscrits                 | Inscrits           | Inscrits       | 3 799        | 100,00       | 3 799       | 100,00      |        |        |
| Abstentions              | Abstentions        | Abstentions    | 1 565        | 41,20        | 1 477       | 38,88       |        |        |
| Votants                  | Votants            | Votants        | 2 234        | 58,80        | 2 322       | 61,12       |        |        |
| Blancs et nuls           | Blancs et nuls     | Blancs et nuls | 64           | 2,86         | 81          | 3,49        |        |        |
| Exprimés                 | Exprimés           | Exprimés       | 2 170        | 97,14        | 2 241       | 96,51       |        |        |
| * Liste du maire sortant |                    |                |              |              |             |             |        |        |

- Note : Les listes Dejean et Diamantidis fusionnent entre les deux tours. Bien que la liste Dejean ait obtenu plus de voix que la liste Diamantidis au premier tour, la liste fusionnée est conduite par ce dernier en raison de sa candidature au siège de conseiller communautaire.

### Chaponost
- Maire sortant : Pierre Menard (PS)
- 29 sièges à pourvoir au conseil municipal (population légale 2011 : 7 971 habitants)
- 9 sièges à pourvoir au conseil communautaire (CC de la Vallée du Garon)

|                          | Damien Combet   | DVD            | 3 008 | 66,51  | 24 | 8 |  |  |
|                          | Pierre Menard * | PS             | 1 514 | 33,48  | 5  | 1 |  |  |
|                          |                 |                |       |        |    |   |  |  |
| Inscrits                 | Inscrits        | Inscrits       | 6 275 | 100,00 |    |   |  |  |
| Abstentions              | Abstentions     | Abstentions    | 1 651 | 26,31  |    |   |  |  |
| Votants                  | Votants         | Votants        | 4 624 | 73,69  |    |   |  |  |
| Blancs et nuls           | Blancs et nuls  | Blancs et nuls | 102   | 2,21   |    |   |  |  |
| Exprimés                 | Exprimés        | Exprimés       | 4 522 | 97,79  |    |   |  |  |
| * Liste du maire sortant |                 |                |       |        |    |   |  |  |

### Chassieu
- Maire sortant : Alain Darlay (PS)
- 29 sièges à pourvoir au conseil municipal (population légale 2011 : 9 735 habitants)
- 1 siège à pourvoir au conseil communautaire (Métropole de Lyon)

| Tête de liste            | Tête de liste       | Liste          | Premier tour | Premier tour | Second tour | Second tour | Sièges | Sièges |
| Tête de liste            | Tête de liste       | Liste          | Voix         | %            | Voix        | %           | CM     | CC     |
| ------------------------ | ------------------- | -------------- | ------------ | ------------ | ----------- | ----------- | ------ | ------ |
|                          | Alain Darlay *      | DVG            | 1 500        | 32,09        | 1 980       | 40,87       | 6      |        |
|                          | Jean-Jacques Sellès | DVD            | 1 165        | 24,93        | 2 330       | 48,10       | 22     | 1      |
|                          | Sandrine Chopard    | UMP            | 1 144        | 24,48        |             |             |        |        |
|                          | Joëlle Percet       | SE             | 610          | 13,05        | 534         | 11,02       | 1      |        |
|                          | Annie Lornage       | DVD            | 254          | 5,43         |             |             |        |        |
|                          |                     |                |              |              |             |             |        |        |
| Inscrits                 | Inscrits            | Inscrits       | 7 619        | 100,00       | 7 618       | 100,00      |        |        |
| Abstentions              | Abstentions         | Abstentions    | 2 810        | 36,88        | 2 633       | 34,56       |        |        |
| Votants                  | Votants             | Votants        | 4 809        | 63,12        | 4 985       | 65,44       |        |        |
| Blancs et nuls           | Blancs et nuls      | Blancs et nuls | 136          | 2,83         | 141         | 2,83        |        |        |
| Exprimés                 | Exprimés            | Exprimés       | 4 673        | 97,17        | 4 844       | 97,17       |        |        |
| * Liste du maire sortant |                     |                |              |              |             |             |        |        |

### Corbas
- Maire sortant : Jean-Claude Talbot (PS)
- 33 sièges à pourvoir au conseil municipal (population légale 2011 : 10 621 habitants)
- 1 siège à pourvoir au conseil communautaire (Métropole de Lyon)

| Tête de liste            | Tête de liste        | Liste          | Premier tour | Premier tour | Second tour | Second tour | Sièges | Sièges |
| Tête de liste            | Tête de liste        | Liste          | Voix         | %            | Voix        | %           | CM     | CC     |
| ------------------------ | -------------------- | -------------- | ------------ | ------------ | ----------- | ----------- | ------ | ------ |
|                          | Jean-Claude Talbot * | PS-PCF-EELV    | 1 785        | 42,09        | 1 927       | 44,26       | 24     | 1      |
|                          | Pascale Dehard       | UMP-UDI        | 1 394        | 32,87        | 1 709       | 39,26       | 7      |        |
|                          | Philippe Tisserand   | FN             | 1 061        | 25,02        | 717         | 16,47       | 2      |        |
|                          |                      |                |              |              |             |             |        |        |
| Inscrits                 | Inscrits             | Inscrits       | 7 067        | 100,00       | 7 065       | 100,00      |        |        |
| Abstentions              | Abstentions          | Abstentions    | 2 690        | 38,06        | 2 608       | 36,91       |        |        |
| Votants                  | Votants              | Votants        | 4 377        | 61,94        | 4 457       | 63,09       |        |        |
| Blancs et nuls           | Blancs et nuls       | Blancs et nuls | 137          | 3,13         | 104         | 2,33        |        |        |
| Exprimés                 | Exprimés             | Exprimés       | 4 240        | 96,87        | 4 353       | 97,67       |        |        |
| * Liste du maire sortant |                      |                |              |              |             |             |        |        |

### Craponne
- Maire sortant : Alain Galliano (UMP)
- 29 sièges à pourvoir au conseil municipal (population légale 2011 : 9 865 habitants)
- 1 siège à pourvoir au conseil communautaire (Métropole de Lyon)

| Tête de liste            | Tête de liste     | Liste          | Premier tour | Premier tour | Second tour | Second tour | Sièges | Sièges |
| Tête de liste            | Tête de liste     | Liste          | Voix         | %            | Voix        | %           | CM     | CC     |
| ------------------------ | ----------------- | -------------- | ------------ | ------------ | ----------- | ----------- | ------ | ------ |
|                          | Alain Galliano *  | DVD            | 1 805        | 41,28        | 1 833       | 42,69       | 21     | 1      |
|                          | Patricia Vallon   | UMP            | 1 292        | 29,55        | 1 194       | 27,81       | 4      |        |
|                          | Françoise Pelorce | DVG            | 1 275        | 29,16        | 1 266       | 29,48       | 4      |        |
|                          |                   |                |              |              |             |             |        |        |
| Inscrits                 | Inscrits          | Inscrits       | 7 455        | 100,00       | 7 455       | 100,00      |        |        |
| Abstentions              | Abstentions       | Abstentions    | 2 952        | 39,60        | 3 090       | 41,45       |        |        |
| Votants                  | Votants           | Votants        | 4 503        | 60,40        | 4 365       | 58,55       |        |        |
| Blancs et nuls           | Blancs et nuls    | Blancs et nuls | 131          | 2,91         | 72          | 1,65        |        |        |
| Exprimés                 | Exprimés          | Exprimés       | 4 372        | 97,09        | 4 293       | 98,35       |        |        |
| * Liste du maire sortant |                   |                |              |              |             |             |        |        |

### Dardilly
- Maire sortant : Michèle Vullien (MoDem)
- 29 sièges à pourvoir au conseil municipal (population légale 2011 : 8 450 habitants)
- 1 siège à pourvoir au conseil communautaire (Métropole de Lyon)

|                          | Michèle Vullien * | MoDem          | 1 991 | 53,44  | 23 | 1 |  |  |
|                          | Jean-Yves Deloste | UMP            | 1 734 | 46,55  | 6  |   |  |  |
|                          |                   |                |       |        |    |   |  |  |
| Inscrits                 | Inscrits          | Inscrits       | 6 424 | 100,00 |    |   |  |  |
| Abstentions              | Abstentions       | Abstentions    | 2 570 | 40,01  |    |   |  |  |
| Votants                  | Votants           | Votants        | 3 854 | 59,99  |    |   |  |  |
| Blancs et nuls           | Blancs et nuls    | Blancs et nuls | 129   | 3,35   |    |   |  |  |
| Exprimés                 | Exprimés          | Exprimés       | 3 725 | 96,65  |    |   |  |  |
| * Liste du maire sortant |                   |                |       |        |    |   |  |  |

### Décines-Charpieu
- Maire sortant : Jérôme Sturla (PS)
- 35 sièges à pourvoir au conseil municipal (population légale 2011 : 25 794 habitants)
- 3 sièges à pourvoir au conseil communautaire (Métropole de Lyon)

| Tête de liste            | Tête de liste     | Liste          | Premier tour | Premier tour | Second tour | Second tour | Sièges | Sièges |
| Tête de liste            | Tête de liste     | Liste          | Voix         | %            | Voix        | %           | CM     | CC     |
| ------------------------ | ----------------- | -------------- | ------------ | ------------ | ----------- | ----------- | ------ | ------ |
|                          | Laurence Fautra   | UMP            | 2 594        | 30,80        | 4 063       | 43,20       | 26     | 2      |
|                          | Jérôme Sturla *   | PS             | 2 567        | 30,47        | 3 537       | 37,61       | 6      | 1      |
|                          | Sandy Sagnard     | DVD            | 2 240        | 26,59        | 1 804       | 19,18       | 3      |        |
|                          | Michel Buronfosse | DVG            | 1 021        | 12,12        |             |             |        |        |
|                          |                   |                |              |              |             |             |        |        |
| Inscrits                 | Inscrits          | Inscrits       | 16 629       | 100,00       | 16 629      | 100,00      |        |        |
| Abstentions              | Abstentions       | Abstentions    | 7 857        | 47,25        | 6 911       | 41,56       |        |        |
| Votants                  | Votants           | Votants        | 8 772        | 52,75        | 9 718       | 58,44       |        |        |
| Blancs et nuls           | Blancs et nuls    | Blancs et nuls | 350          | 3,99         | 314         | 3,23        |        |        |
| Exprimés                 | Exprimés          | Exprimés       | 8 422        | 96,01        | 9 404       | 96,77       |        |        |
| * Liste du maire sortant |                   |                |              |              |             |             |        |        |

### Écully
- Maire sortant : Yves-Marie Uhlrich (UDI)
- 33 sièges à pourvoir au conseil municipal (population légale 2011 : 17 854 habitants)
- 2 sièges à pourvoir au conseil communautaire (Métropole de Lyon)

| Tête de liste            | Tête de liste             | Liste          | Premier tour | Premier tour | Second tour | Second tour | Sièges | Sièges |
| Tête de liste            | Tête de liste             | Liste          | Voix         | %            | Voix        | %           | CM     | CC     |
| ------------------------ | ------------------------- | -------------- | ------------ | ------------ | ----------- | ----------- | ------ | ------ |
|                          | Yves-Marie Uhlrich *      | DVD            | 3 043        | 44,52        | 3 852       | 65,32       | 28     | 2      |
|                          | Régis Blanc               | UMP            | 2 339        | 34,22        |             |             |        |        |
|                          | Florence Asti-lapperriere | SE             | 1 088        | 15,92        | 2 045       | 34,67       | 5      |        |
|                          | Bruno Guérard             | FG             | 364          | 5,32         |             |             |        |        |
|                          |                           |                |              |              |             |             |        |        |
| Inscrits                 | Inscrits                  | Inscrits       | 12 677       | 100,00       | 12 678      | 100,00      |        |        |
| Abstentions              | Abstentions               | Abstentions    | 5 702        | 44,98        | 6 459       | 50,95       |        |        |
| Votants                  | Votants                   | Votants        | 6 975        | 55,02        | 6 219       | 49,05       |        |        |
| Blancs et nuls           | Blancs et nuls            | Blancs et nuls | 141          | 2,02         | 322         | 5,18        |        |        |
| Exprimés                 | Exprimés                  | Exprimés       | 6 834        | 97,98        | 5 897       | 94,82       |        |        |
| * Liste du maire sortant |                           |                |              |              |             |             |        |        |

### Feyzin
- Maire sortant : Yves Blein (PS)
- 29 sièges à pourvoir au conseil municipal (population légale 2011 : 9 333 habitants)
- 1 siège à pourvoir au conseil communautaire (Métropole de Lyon)

|                | Murielle Laurent | PS             | 1 724 | 74,21  | 26 | 1 |  |  |
|                | Robert Bontoux   | PCF            | 599   | 25,78  | 3  |   |  |  |
|                |                  |                |       |        |    |   |  |  |
| Inscrits       | Inscrits         | Inscrits       | 5 857 | 100,00 |    |   |  |  |
| Abstentions    | Abstentions      | Abstentions    | 2 969 | 50,69  |    |   |  |  |
| Votants        | Votants          | Votants        | 2 888 | 49,31  |    |   |  |  |
| Blancs et nuls | Blancs et nuls   | Blancs et nuls | 565   | 19,56  |    |   |  |  |
| Exprimés       | Exprimés         | Exprimés       | 2 323 | 80,44  |    |   |  |  |

### Fontaines-sur-Saône
- Maire sortant : Patrick Bouju (DVD)
- 29 sièges à pourvoir au conseil municipal (population légale 2011 : 6 294 habitants)
- 1 siège à pourvoir au conseil communautaire (Métropole de Lyon)

|                | Thierry Pouzol | DVD            | 1 757 | 77,46  | 26 | 1 |  |  |
|                | Max Puissat    | PS-PCF-EELV    | 511   | 22,53  | 3  |   |  |  |
|                |                |                |       |        |    |   |  |  |
| Inscrits       | Inscrits       | Inscrits       | 4 453 | 100,00 |    |   |  |  |
| Abstentions    | Abstentions    | Abstentions    | 2 072 | 46,53  |    |   |  |  |
| Votants        | Votants        | Votants        | 2 381 | 53,47  |    |   |  |  |
| Blancs et nuls | Blancs et nuls | Blancs et nuls | 113   | 4,75   |    |   |  |  |
| Exprimés       | Exprimés       | Exprimés       | 2 268 | 95,25  |    |   |  |  |

### Francheville
- Maire sortant : René Lambert (PS)
- 33 sièges à pourvoir au conseil municipal (population légale 2011 : 12 980 habitants)
- 1 siège à pourvoir au conseil communautaire (Métropole de Lyon)

| Tête de liste            | Tête de liste     | Liste          | Premier tour | Premier tour | Second tour | Second tour | Sièges | Sièges |
| Tête de liste            | Tête de liste     | Liste          | Voix         | %            | Voix        | %           | CM     | CC     |
| ------------------------ | ----------------- | -------------- | ------------ | ------------ | ----------- | ----------- | ------ | ------ |
|                          | Michel Rantonnet  | UMP-UDI        | 2 782        | 47,20        | 3 308       | 53,89       | 26     | 1      |
|                          | René Lambert *    | PS-PCF-EELV    | 2 355        | 39,96        | 2 830       | 46,10       | 7      |        |
|                          | Cyril Kretzschmar | EELV           | 756          | 12,82        |             |             |        |        |
|                          |                   |                |              |              |             |             |        |        |
| Inscrits                 | Inscrits          | Inscrits       | 9 334        | 100,00       | 9 334       | 100,00      |        |        |
| Abstentions              | Abstentions       | Abstentions    | 3 295        | 35,30        | 3 054       | 32,72       |        |        |
| Votants                  | Votants           | Votants        | 6 039        | 64,70        | 6 280       | 67,28       |        |        |
| Blancs et nuls           | Blancs et nuls    | Blancs et nuls | 146          | 2,42         | 142         | 2,26        |        |        |
| Exprimés                 | Exprimés          | Exprimés       | 5 893        | 97,58        | 6 138       | 97,74       |        |        |
| * Liste du maire sortant |                   |                |              |              |             |             |        |        |

### Genas
- Maire sortant : Daniel Valéro (UMP)
- 33 sièges à pourvoir au conseil municipal (population légale 2011 : 12 321 habitants)
- 12 sièges à pourvoir au conseil communautaire (CC de l'Est lyonnais)

|                          | Daniel Valéro *   | DVD            | 4 037 | 65,94  | 28 | 10 |  |  |
|                          | Christophe Ulrich | SE             | 2 085 | 34,05  | 5  | 2  |  |  |
|                          |                   |                |       |        |    |    |  |  |
| Inscrits                 | Inscrits          | Inscrits       | 9 697 | 100,00 |    |    |  |  |
| Abstentions              | Abstentions       | Abstentions    | 3 399 | 35,05  |    |    |  |  |
| Votants                  | Votants           | Votants        | 6 298 | 64,95  |    |    |  |  |
| Blancs et nuls           | Blancs et nuls    | Blancs et nuls | 176   | 2,79   |    |    |  |  |
| Exprimés                 | Exprimés          | Exprimés       | 6 122 | 97,21  |    |    |  |  |
| * Liste du maire sortant |                   |                |       |        |    |    |  |  |

### Genay
- Maire sortant : Arthur Roche (DVD)
- 29 sièges à pourvoir au conseil municipal (population légale 2011 : 5 115 habitants)
- 1 siège à pourvoir au conseil communautaire (Métropole de Lyon)

|                          | Arthur Roche * | DVD            | 1 723 | 75,57  | 26 | 1 |  |  |
|                          | Rodolphe Rous  | UMP            | 557   | 24,42  | 3  |   |  |  |
|                          |                |                |       |        |    |   |  |  |
| Inscrits                 | Inscrits       | Inscrits       | 3 802 | 100,00 |    |   |  |  |
| Abstentions              | Abstentions    | Abstentions    | 1 458 | 38,35  |    |   |  |  |
| Votants                  | Votants        | Votants        | 2 344 | 61,65  |    |   |  |  |
| Blancs et nuls           | Blancs et nuls | Blancs et nuls | 64    | 2,73   |    |   |  |  |
| Exprimés                 | Exprimés       | Exprimés       | 2 280 | 97,27  |    |   |  |  |
| * Liste du maire sortant |                |                |       |        |    |   |  |  |

### Givors
- Maire sortant : Martial Passi (FG)
- 33 sièges à pourvoir au conseil municipal (population légale 2011 : 19 718 habitants)
- 2 sièges à pourvoir au conseil communautaire (Métropole de Lyon)

| Tête de liste            | Tête de liste       | Liste          | Premier tour | Premier tour | Second tour | Second tour | Sièges | Sièges |
| Tête de liste            | Tête de liste       | Liste          | Voix         | %            | Voix        | %           | CM     | CC     |
| ------------------------ | ------------------- | -------------- | ------------ | ------------ | ----------- | ----------- | ------ | ------ |
|                          | Martial Passi *     | FG-PS          | 2 430        | 43,43        | 2 829       | 47,85       | 25     | 2      |
|                          | Antoine Mellies     | FN             | 1 161        | 20,75        | 1 432       | 24,22       | 4      |        |
|                          | Mohamed Boudjellaba | DVG-EELV       | 1 019        | 18,21        | 907         | 15,34       | 2      |        |
|                          | Michelle Palandre   | UMP            | 985          | 17,60        | 744         | 12,58       | 2      |        |
|                          |                     |                |              |              |             |             |        |        |
| Inscrits                 | Inscrits            | Inscrits       | 11 081       | 100,00       | 11 081      | 100,00      |        |        |
| Abstentions              | Abstentions         | Abstentions    | 5 310        | 47,92        | 5 025       | 45,35       |        |        |
| Votants                  | Votants             | Votants        | 5 771        | 52,08        | 6 056       | 54,65       |        |        |
| Blancs et nuls           | Blancs et nuls      | Blancs et nuls | 176          | 3,05         | 144         | 2,38        |        |        |
| Exprimés                 | Exprimés            | Exprimés       | 5 595        | 96,95        | 5 912       | 97,62       |        |        |
| * Liste du maire sortant |                     |                |              |              |             |             |        |        |

### Gleizé
- Maire sortant : Élisabeth Lamure (UMP)
- 29 sièges à pourvoir au conseil municipal (population légale 2011 : 7 617 habitants)
- 5 sièges à pourvoir au conseil communautaire (CA Villefranche Beaujolais Saône)

|                          | Élisabeth Lamure * | UMP            | 1 934 | 70,79  | 25 | 5 |  |  |
|                          | Alain Gay          | PS-PCF-EELV    | 798   | 29,20  | 4  |   |  |  |
|                          |                    |                |       |        |    |   |  |  |
| Inscrits                 | Inscrits           | Inscrits       | 5 493 | 100,00 |    |   |  |  |
| Abstentions              | Abstentions        | Abstentions    | 2 628 | 47,84  |    |   |  |  |
| Votants                  | Votants            | Votants        | 2 865 | 52,16  |    |   |  |  |
| Blancs et nuls           | Blancs et nuls     | Blancs et nuls | 133   | 4,64   |    |   |  |  |
| Exprimés                 | Exprimés           | Exprimés       | 2 732 | 95,36  |    |   |  |  |
| * Liste du maire sortant |                    |                |       |        |    |   |  |  |

### Grézieu-la-Varenne
- Maire sortant : Bernard Romier (UMP)
- 29 sièges à pourvoir au conseil municipal (population légale 2011 : 5 122 habitants)
- 5 sièges à pourvoir au conseil communautaire (CC des Vallons du Lyonnais)

|                          | Bernard Romier * | DVD            | 1 168 | 51,56  | 22 | 4 |  |  |
|                          | Bruno Ramus      | DVD            | 1 097 | 48,43  | 7  | 1 |  |  |
|                          |                  |                |       |        |    |   |  |  |
| Inscrits                 | Inscrits         | Inscrits       | 3 777 | 100,00 |    |   |  |  |
| Abstentions              | Abstentions      | Abstentions    | 1 423 | 37,68  |    |   |  |  |
| Votants                  | Votants          | Votants        | 2 354 | 62,32  |    |   |  |  |
| Blancs et nuls           | Blancs et nuls   | Blancs et nuls | 89    | 3,78   |    |   |  |  |
| Exprimés                 | Exprimés         | Exprimés       | 2 265 | 96,22  |    |   |  |  |
| * Liste du maire sortant |                  |                |       |        |    |   |  |  |

### Grigny-sur-Rhône
- Maire sortant : René Balme (FG)
- 29 sièges à pourvoir au conseil municipal (population légale 2011 : 9 094 habitants)
- 1 siège à pourvoir au conseil communautaire (Métropole de Lyon)

| Tête de liste            | Tête de liste  | Liste          | Premier tour | Premier tour | Second tour | Second tour | Sièges | Sièges |
| Tête de liste            | Tête de liste  | Liste          | Voix         | %            | Voix        | %           | CM     | CC     |
| ------------------------ | -------------- | -------------- | ------------ | ------------ | ----------- | ----------- | ------ | ------ |
|                          | Xavier Odo     | DVD            | 1 633        | 47,83        | 2 043       | 53,50       | 23     | 1      |
|                          | René Balme *   | FG             | 1 179        | 34,53        | 1 498       | 39,23       | 5      |        |
|                          | Estelle Mejri  | DVG            | 602          | 17,63        | 277         | 7,25        | 1      |        |
|                          |                |                |              |              |             |             |        |        |
| Inscrits                 | Inscrits       | Inscrits       | 5 896        | 100,00       | 5 896       | 100,00      |        |        |
| Abstentions              | Abstentions    | Abstentions    | 2 357        | 39,98        | 1 993       | 33,80       |        |        |
| Votants                  | Votants        | Votants        | 3 539        | 60,02        | 3 903       | 66,20       |        |        |
| Blancs et nuls           | Blancs et nuls | Blancs et nuls | 125          | 3,53         | 85          | 2,18        |        |        |
| Exprimés                 | Exprimés       | Exprimés       | 3 414        | 96,47        | 3 818       | 97,82       |        |        |
| * Liste du maire sortant |                |                |              |              |             |             |        |        |

### Irigny
- Maire sortant : Jean-Luc da Passano (MoDem)
- 29 sièges à pourvoir au conseil municipal (population légale 2011 : 8 266 habitants)
- 1 siège à pourvoir au conseil communautaire (Métropole de Lyon)

|                          | Jean-Luc Da Passano * | DVD            | 2 857 | 80,34  | 27 | 1 |  |  |
|                          | Michel Surgey         | PS             | 699   | 19,65  | 2  |   |  |  |
|                          |                       |                |       |        |    |   |  |  |
| Inscrits                 | Inscrits              | Inscrits       | 6 109 | 100,00 |    |   |  |  |
| Abstentions              | Abstentions           | Abstentions    | 2 400 | 39,29  |    |   |  |  |
| Votants                  | Votants               | Votants        | 3 709 | 60,71  |    |   |  |  |
| Blancs et nuls           | Blancs et nuls        | Blancs et nuls | 153   | 4,13   |    |   |  |  |
| Exprimés                 | Exprimés              | Exprimés       | 3 556 | 95,87  |    |   |  |  |
| * Liste du maire sortant |                       |                |       |        |    |   |  |  |

### Jonage
- Maire sortant : Lucien Barge (UMP)
- 29 sièges à pourvoir au conseil municipal (population légale 2011 : 5 765 habitants)
- 1 siège à pourvoir au conseil communautaire (Métropole de Lyon)

|                          | Lucien Barge *   | DVD            | 1 570 | 55,97  | 23 | 1 |  |  |
|                          | Laurent Chervier | DVD            | 846   | 30,16  | 4  |   |  |  |
|                          | Sandrine Prive   | DVG            | 389   | 13,87  | 2  |   |  |  |
|                          |                  |                |       |        |    |   |  |  |
| Inscrits                 | Inscrits         | Inscrits       | 4 411 | 100,00 |    |   |  |  |
| Abstentions              | Abstentions      | Abstentions    | 1 557 | 35,30  |    |   |  |  |
| Votants                  | Votants          | Votants        | 2 854 | 64,70  |    |   |  |  |
| Blancs et nuls           | Blancs et nuls   | Blancs et nuls | 49    | 1,72   |    |   |  |  |
| Exprimés                 | Exprimés         | Exprimés       | 2 805 | 98,28  |    |   |  |  |
| * Liste du maire sortant |                  |                |       |        |    |   |  |  |

### L'Arbresle
- Maire sortant : Pierre-Jean Zannettacci (PS)
- 29 sièges à pourvoir au conseil municipal (population légale 2011 : 6 032 habitants)
- 6 sièges à pourvoir au conseil communautaire (CC du Pays de L'Arbresle)

|                          | Pierre-Jean Zannettacci * | DVG            | 1 449 | 59,75  | 23 | 5 |  |  |
|                          | Philippe Casile           | DVD            | 976   | 40,24  | 6  | 1 |  |  |
|                          |                           |                |       |        |    |   |  |  |
| Inscrits                 | Inscrits                  | Inscrits       | 3 963 | 100,00 |    |   |  |  |
| Abstentions              | Abstentions               | Abstentions    | 1 441 | 36,36  |    |   |  |  |
| Votants                  | Votants                   | Votants        | 2 522 | 63,64  |    |   |  |  |
| Blancs et nuls           | Blancs et nuls            | Blancs et nuls | 97    | 3,85   |    |   |  |  |
| Exprimés                 | Exprimés                  | Exprimés       | 2 425 | 96,15  |    |   |  |  |
| * Liste du maire sortant |                           |                |       |        |    |   |  |  |

### La Mulatière
- Maire sortant : Guy Barret (UMP)
- 29 sièges à pourvoir au conseil municipal (population légale 2011 : 6 556 habitants)
- 1 siège à pourvoir au conseil communautaire (Métropole de Lyon)

|                          | Guy Barret *   | DVD            | 1 311 | 66,71  | 25 | 1 |  |  |
|                          | Christine Baud | PS             | 654   | 33,28  | 4  |   |  |  |
|                          |                |                |       |        |    |   |  |  |
| Inscrits                 | Inscrits       | Inscrits       | 3 967 | 100,00 |    |   |  |  |
| Abstentions              | Abstentions    | Abstentions    | 1 882 | 47,44  |    |   |  |  |
| Votants                  | Votants        | Votants        | 2 085 | 52,56  |    |   |  |  |
| Blancs et nuls           | Blancs et nuls | Blancs et nuls | 120   | 5,76   |    |   |  |  |
| Exprimés                 | Exprimés       | Exprimés       | 1 965 | 94,24  |    |   |  |  |
| * Liste du maire sortant |                |                |       |        |    |   |  |  |

### Lentilly
- Maire sortant : Jacques Vial (PS)
- 29 sièges à pourvoir au conseil municipal (population légale 2011 : 5 344 habitants)
- 5 sièges à pourvoir au conseil communautaire (CC du Pays de L'Arbresle)

|                          | Nicole Vagnier | DVD            | 1 404 | 51,75  | 22 | 4 |  |  |
|                          | Jacques Vial * | DVG            | 1 309 | 48,24  | 7  | 1 |  |  |
|                          |                |                |       |        |    |   |  |  |
| Inscrits                 | Inscrits       | Inscrits       | 4 174 | 100,00 |    |   |  |  |
| Abstentions              | Abstentions    | Abstentions    | 1 342 | 32,15  |    |   |  |  |
| Votants                  | Votants        | Votants        | 2 832 | 67,85  |    |   |  |  |
| Blancs et nuls           | Blancs et nuls | Blancs et nuls | 119   | 4,20   |    |   |  |  |
| Exprimés                 | Exprimés       | Exprimés       | 2 713 | 95,80  |    |   |  |  |
| * Liste du maire sortant |                |                |       |        |    |   |  |  |

### Lyon
Maire sortant : Gérard Collomb (PS)
73 sièges à pourvoir (population légale 2011 : 492 268 habitants)
| Listes          | Listes         | Candidat à la Mairie de Lyon | Premier tour | Premier tour | Second tour | Second tour | Conseil municipal | Conseil municipal |  |
| Listes          | Listes         | Candidat à la Mairie de Lyon | Voix         | %            | Voix        | %           | Élus              | %                 |  |
| --------------- | -------------- | ---------------------------- | ------------ | ------------ | ----------- | ----------- | ----------------- | ----------------- |  |
|                 | PS             | Gérard Collomb*              | 52 495       | 35,75        | 65 659      | 50,64       | 48                | 65,75             |  |
|                 | EÉLV           | Étienne Tête                 | 13 065       | 8,90         | 65 659      | 50,64       | 48                | 65,75             |  |
|                 | UMP-UDI        | Michel Havard                | 44 767       | 30,49        | 44 385      | 34,24       | 21                | 28,77             |  |
|                 | FN             | Christophe Boudot            | 17 902       | 12,19        | 13 411      | 10,34       | 1                 | 1,37              |  |
|                 | FG             | Aline Guitard                | 11 095       | 7,56         | 6 191       | 4,78        | 3                 | 4,11              |  |
|                 | DVC            | Éric Lafond                  | 5 436        | 3,70         |             |             |                   |                   |  |
|                 | LO             | LO                           | 1 106        | 0,75         |             |             |                   |                   |  |
|                 | SE             | SE                           | 584          | 0,40         |             |             |                   |                   |  |
|                 | DVG            | DVG                          | 410          | 0,28         |             |             |                   |                   |  |
|                 | DVD            | DVD                          | 178          | 0,12         |             |             |                   |                   |  |
|                 |                |                              |              |              |             |             |                   |                   |  |
| Inscrits        | Inscrits       | Inscrits                     | 266 395      | 100          | 235 399     | 100         |                   |                   |  |
| Abstentions     | Abstentions    | Abstentions                  | 116 977      | 43,91        | 102 248     | 43,44       |                   |                   |  |
| Votants         | Votants        | Votants                      | 149 418      | 56,09        | 133 151     | 56,56       |                   |                   |  |
| Blancs et nuls  | Blancs et nuls | Blancs et nuls               | 2 607        | 1,74         | 3 505       | 2,63        |                   |                   |  |
| Exprimés        | Exprimés       | Exprimés                     | 146 811      | 98,26        | 129 646     | 97,37       |                   |                   |  |
| * Maire sortant |                |                              |              |              |             |             |                   |                   |  |

### Meyzieu
- Maire sortant : Michel Forissier (UMP)
- 39 sièges à pourvoir au conseil municipal (population légale 2011 : 31 090 habitants)
- 3 sièges à pourvoir au conseil communautaire (Métropole de Lyon)

|                          | Michel Forissier * | UMP            | 5 920  | 55,18  | 31 | 3 |  |  |
|                          | Issam Benzeghiba   | PS-PCF-EELV    | 2 677  | 24,95  | 5  |   |  |  |
|                          | Alain Pechereau    | FN             | 2 131  | 19,86  | 3  |   |  |  |
|                          |                    |                |        |        |    |   |  |  |
| Inscrits                 | Inscrits           | Inscrits       | 20 524 | 100,00 |    |   |  |  |
| Abstentions              | Abstentions        | Abstentions    | 9 476  | 46,17  |    |   |  |  |
| Votants                  | Votants            | Votants        | 11 048 | 53,83  |    |   |  |  |
| Blancs et nuls           | Blancs et nuls     | Blancs et nuls | 320    | 2,90   |    |   |  |  |
| Exprimés                 | Exprimés           | Exprimés       | 10 728 | 97,10  |    |   |  |  |
| * Liste du maire sortant |                    |                |        |        |    |   |  |  |

### Mions
- Maire sortant : Paul Serres (PS)
- 33 sièges à pourvoir au conseil municipal (population légale 2011 : 11 943 habitants)
- 1 siège à pourvoir au conseil communautaire (Métropole de Lyon)

| Tête de liste  | Tête de liste       | Liste          | Premier tour | Premier tour | Second tour | Second tour | Sièges | Sièges |
| Tête de liste  | Tête de liste       | Liste          | Voix         | %            | Voix        | %           | CM     | CC     |
| -------------- | ------------------- | -------------- | ------------ | ------------ | ----------- | ----------- | ------ | ------ |
|                | Claude Cohen        | UMP            | 2 060        | 39,82        | 2 520       | 45,79       | 25     | 1      |
|                | Jean-Paul Vezant    | DVG            | 1 513        | 29,25        | 1 848       | 33,58       | 5      |        |
|                | Valérie Romero      | SE             | 1 215        | 23,49        | 1 135       | 20,62       | 3      |        |
|                | Jean-Claude Girault | DVD            | 384          | 7,42         |             |             |        |        |
|                |                     |                |              |              |             |             |        |        |
| Inscrits       | Inscrits            | Inscrits       | 8 518        | 100,00       | 8 518       | 100,00      |        |        |
| Abstentions    | Abstentions         | Abstentions    | 3 193        | 37,49        | 2 907       | 34,13       |        |        |
| Votants        | Votants             | Votants        | 5 325        | 62,51        | 5 611       | 65,87       |        |        |
| Blancs et nuls | Blancs et nuls      | Blancs et nuls | 153          | 2,87         | 108         | 1,92        |        |        |
| Exprimés       | Exprimés            | Exprimés       | 5 172        | 97,13        | 5 503       | 98,08       |        |        |

### Mornant
- Maire sortant : Yves Dutel (UMP)
- 29 sièges à pourvoir au conseil municipal (population légale 2011 : 5 503 habitants)
- 5 sièges à pourvoir au conseil communautaire (CC du Pays mornantais)

|                | Renaud Pfeffer | DVD            | 1 633 | 57,01  | 23 | 4 |  |  |
|                | Marc Delorme   | DVG            | 1 231 | 42,98  | 6  | 1 |  |  |
|                |                |                |       |        |    |   |  |  |
| Inscrits       | Inscrits       | Inscrits       | 4 092 | 100,00 |    |   |  |  |
| Abstentions    | Abstentions    | Abstentions    | 1 143 | 27,93  |    |   |  |  |
| Votants        | Votants        | Votants        | 2 949 | 72,07  |    |   |  |  |
| Blancs et nuls | Blancs et nuls | Blancs et nuls | 85    | 2,88   |    |   |  |  |
| Exprimés       | Exprimés       | Exprimés       | 2 864 | 97,12  |    |   |  |  |

### Neuville-sur-Saône
- Maire sortant : Jean-Claude Ollivier (DVD)
- 29 sièges à pourvoir au conseil municipal (population légale 2011 : 7 232 habitants)
- 1 siège à pourvoir au conseil communautaire (Métropole de Lyon)

| Tête de liste  | Tête de liste       | Liste          | Premier tour | Premier tour | Second tour | Second tour | Sièges | Sièges |
| Tête de liste  | Tête de liste       | Liste          | Voix         | %            | Voix        | %           | CM     | CC     |
| -------------- | ------------------- | -------------- | ------------ | ------------ | ----------- | ----------- | ------ | ------ |
|                | Valérie Glatard     | DVD            | 929          | 38,13        | 1 181       | 48,04       | 22     | 1      |
|                | Alain Martin-Rabaud | PS-PCF-EELV    | 617          | 25,32        | 890         | 36,20       | 5      |        |
|                | Vincent Vivo        | SE             | 503          | 20,64        | 387         | 15,74       | 2      |        |
|                | Marie-Claude Oriol  | DVG            | 387          | 15,88        |             |             |        |        |
|                |                     |                |              |              |             |             |        |        |
| Inscrits       | Inscrits            | Inscrits       | 4 574        | 100,00       | 4 574       | 100,00      |        |        |
| Abstentions    | Abstentions         | Abstentions    | 2 041        | 44,62        | 2 015       | 44,05       |        |        |
| Votants        | Votants             | Votants        | 2 533        | 55,38        | 2 559       | 55,95       |        |        |
| Blancs et nuls | Blancs et nuls      | Blancs et nuls | 97           | 3,83         | 101         | 3,95        |        |        |
| Exprimés       | Exprimés            | Exprimés       | 2 436        | 96,17        | 2 458       | 96,05       |        |        |

### Oullins
- Maire sortant : François-Noël Buffet (UMP)
- 35 sièges à pourvoir au conseil municipal (population légale 2011 : 25 257 habitants)
- 3 sièges à pourvoir au conseil communautaire (Métropole de Lyon)

|                          | François-Noël Buffet * | UMP-UDI        | 4 710  | 50,56  | 28 | 3 |  |  |
|                          | Jean-Louis Ubaud       | PS             | 1 796  | 19,28  | 3  |   |  |  |
|                          | Alain Godard           | FN             | 1 103  | 11,84  | 2  |   |  |  |
|                          | Chantal Kerlan         | EELV           | 835    | 8,96   | 1  |   |  |  |
|                          | Bertrand Mantelet      | DVG            | 702    | 7,53   | 1  |   |  |  |
|                          | Jean-Luc Renault       | LO             | 169    | 1,81   |    |   |  |  |
|                          |                        |                |        |        |    |   |  |  |
| Inscrits                 | Inscrits               | Inscrits       | 16 230 | 100,00 |    |   |  |  |
| Abstentions              | Abstentions            | Abstentions    | 6 717  | 41,39  |    |   |  |  |
| Votants                  | Votants                | Votants        | 9 513  | 58,61  |    |   |  |  |
| Blancs et nuls           | Blancs et nuls         | Blancs et nuls | 198    | 2,08   |    |   |  |  |
| Exprimés                 | Exprimés               | Exprimés       | 9 315  | 97,92  |    |   |  |  |
| * Liste du maire sortant |                        |                |        |        |    |   |  |  |

### Pierre-Bénite
- Maire sortant : Mireille Domenech-Diana (FG)
- 33 sièges à pourvoir au conseil municipal (population légale 2011 : 10 011 habitants)
- 1 siège à pourvoir au conseil communautaire (Métropole de Lyon)

|                | Jérôme Moroge      | DVD            | 1 609 | 52,84  | 26 | 1 |  |  |
|                | Daniel Deleaz      | FG-PS          | 885   | 29,06  | 4  |   |  |  |
|                | Jean-Claude Dufour | DVG            | 551   | 18,09  | 3  |   |  |  |
|                |                    |                |       |        |    |   |  |  |
| Inscrits       | Inscrits           | Inscrits       | 6 316 | 100,00 |    |   |  |  |
| Abstentions    | Abstentions        | Abstentions    | 3 163 | 50,08  |    |   |  |  |
| Votants        | Votants            | Votants        | 3 153 | 49,92  |    |   |  |  |
| Blancs et nuls | Blancs et nuls     | Blancs et nuls | 108   | 3,43   |    |   |  |  |
| Exprimés       | Exprimés           | Exprimés       | 3 045 | 96,57  |    |   |  |  |

### Rillieux-la-Pape
- Maire sortant : Renaud Gauquelin (PS)
- 35 sièges à pourvoir au conseil municipal (population légale 2011 : 29 966 habitants)
- 3 sièges à pourvoir au conseil communautaire (Métropole de Lyon)
- Nouveau maire : Alexandre Vincendet (UMP) 2014-2020

| Tête de liste            | Tête de liste         | Liste          | Premier tour | Premier tour | Second tour | Second tour | Sièges | Sièges |
| Tête de liste            | Tête de liste         | Liste          | Voix         | %            | Voix        | %           | CM     | CC     |
| ------------------------ | --------------------- | -------------- | ------------ | ------------ | ----------- | ----------- | ------ | ------ |
|                          | Renaud Gauquelin *    | PS-PRG         | 2 693        | 30,49        | 3 809       | 39,24       | 7      | 1      |
|                          | Alexandre Vincendet   | UMP-UDI        | 2 552        | 28,89        | 4 735       | 48,78       | 26     | 2      |
|                          | Julien Smati          | DVD            | 1 197        | 13,55        | 4 735       | 48,78       | 26     | 2      |
|                          | Jean-Christophe Darne | DVG            | 1 525        | 17,26        | 1 161       | 11,96       | 2      |        |
|                          | Catherine Sainty      | DVG            | 438          | 4,95         |             |             |        |        |
|                          | Yves Durieux          | EELV           | 426          | 4,82         |             |             |        |        |
|                          |                       |                |              |              |             |             |        |        |
| Inscrits                 | Inscrits              | Inscrits       | 17 274       | 100,00       | 17 274      | 100,00      |        |        |
| Abstentions              | Abstentions           | Abstentions    | 8 124        | 47,03        | 7 284       | 42,17       |        |        |
| Votants                  | Votants               | Votants        | 9 150        | 52,97        | 9 990       | 57,83       |        |        |
| Blancs et nuls           | Blancs et nuls        | Blancs et nuls | 319          | 3,49         | 285         | 2,85        |        |        |
| Exprimés                 | Exprimés              | Exprimés       | 8 831        | 96,51        | 9 705       | 97,15       |        |        |
| * Liste du maire sortant |                       |                |              |              |             |             |        |        |

### Saint-Bonnet-de-Mure
- Maire sortant : Jean-Pierre Jourdain (UDI)
- 29 sièges à pourvoir au conseil municipal (population légale 2011 : 6 724 habitants)
- 6 sièges à pourvoir au conseil communautaire (CC de l'Est lyonnais)

|                          | Jean-Pierre Jourdain * | DVD            | 2 069 | 100,00 | 29 | 6 |  |  |
|                          |                        |                |       |        |    |   |  |  |
| Inscrits                 | Inscrits               | Inscrits       | 5 139 | 100,00 |    |   |  |  |
| Abstentions              | Abstentions            | Abstentions    | 2 845 | 55,36  |    |   |  |  |
| Votants                  | Votants                | Votants        | 2 294 | 44,64  |    |   |  |  |
| Blancs et nuls           | Blancs et nuls         | Blancs et nuls | 225   | 9,81   |    |   |  |  |
| Exprimés                 | Exprimés               | Exprimés       | 2 069 | 90,19  |    |   |  |  |
| * Liste du maire sortant |                        |                |       |        |    |   |  |  |

### Saint-Cyr-au-Mont-d'Or
- Maire sortant : Marc Grivel (DVD)
- 29 sièges à pourvoir au conseil municipal (population légale 2011 : 5 534 habitants)
- 1 siège à pourvoir au conseil communautaire (Métropole de Lyon)

|                          | Marc Grivel *    | DVD            | 1 463 | 57,57  | 23 | 1 |  |  |
|                          | Christelle Guyot | DVD            | 695   | 27,35  | 4  |   |  |  |
|                          | Gilbert Ray      | DVG            | 383   | 15,07  | 2  |   |  |  |
|                          |                  |                |       |        |    |   |  |  |
| Inscrits                 | Inscrits         | Inscrits       | 4 536 | 100,00 |    |   |  |  |
| Abstentions              | Abstentions      | Abstentions    | 1 959 | 43,19  |    |   |  |  |
| Votants                  | Votants          | Votants        | 2 577 | 56,81  |    |   |  |  |
| Blancs et nuls           | Blancs et nuls   | Blancs et nuls | 36    | 1,40   |    |   |  |  |
| Exprimés                 | Exprimés         | Exprimés       | 2 541 | 98,60  |    |   |  |  |
| * Liste du maire sortant |                  |                |       |        |    |   |  |  |

### Saint-Didier-au-Mont-d'Or
- Maire sortant : Denis Bousson (DVD)
- 29 sièges à pourvoir au conseil municipal (population légale 2011 : 6 411 habitants)
- 1 siège à pourvoir au conseil communautaire (Métropole de Lyon)

| Tête de liste            | Tête de liste   | Liste          | Premier tour | Premier tour | Second tour | Second tour | Sièges | Sièges |
| Tête de liste            | Tête de liste   | Liste          | Voix         | %            | Voix        | %           | CM     | CC     |
| ------------------------ | --------------- | -------------- | ------------ | ------------ | ----------- | ----------- | ------ | ------ |
|                          | Christian Simon | DVD            | 1 300        | 41,98        | 1 334       | 40,57       | 6      |        |
|                          | Denis Bousson * | DVD            | 1 296        | 41,86        | 1 571       | 47,77       | 22     | 1      |
|                          | Pierre Robin    | DVG            | 500          | 16,14        | 383         | 11,64       | 1      |        |
|                          |                 |                |              |              |             |             |        |        |
| Inscrits                 | Inscrits        | Inscrits       | 5 329        | 100,00       | 5 329       | 100,00      |        |        |
| Abstentions              | Abstentions     | Abstentions    | 2 172        | 40,76        | 2 001       | 37,55       |        |        |
| Votants                  | Votants         | Votants        | 3 157        | 59,24        | 3 328       | 62,45       |        |        |
| Blancs et nuls           | Blancs et nuls  | Blancs et nuls | 61           | 1,93         | 40          | 1,20        |        |        |
| Exprimés                 | Exprimés        | Exprimés       | 3 096        | 98,07        | 3 288       | 98,80       |        |        |
| * Liste du maire sortant |                 |                |              |              |             |             |        |        |

### Saint-Fons
- Maire sortant : Christiane Demontès (PS)
- 33 sièges à pourvoir au conseil municipal (population légale 2011 : 17 032 habitants)
- 1 siège à pourvoir au conseil communautaire (Métropole de Lyon)

| Tête de liste            | Tête de liste         | Liste          | Premier tour | Premier tour | Second tour | Second tour | Sièges | Sièges |
| Tête de liste            | Tête de liste         | Liste          | Voix         | %            | Voix        | %           | CM     | CC     |
| ------------------------ | --------------------- | -------------- | ------------ | ------------ | ----------- | ----------- | ------ | ------ |
|                          | Nathalie Frier        | DVD            | 1 468        | 40,13        | 2 113       | 51,91       | 26     | 1      |
|                          | Christiane Demontès * | PS             | 988          | 27,00        | 1 615       | 39,68       | 6      |        |
|                          | Marie-France Vincent  | UMP            | 518          | 14,16        | 342         | 8,40        | 1      |        |
|                          | Ahmed Benferhat       | EÉLV-MoDem     | 479          | 13,09        |             |             |        |        |
|                          | Christian Prada       | LO             | 205          | 5,60         |             |             |        |        |
|                          |                       |                |              |              |             |             |        |        |
| Inscrits                 | Inscrits              | Inscrits       | 8 201        | 100,00       | 8 201       | 100,00      |        |        |
| Abstentions              | Abstentions           | Abstentions    | 4 401        | 53,66        | 3 992       | 48,68       |        |        |
| Votants                  | Votants               | Votants        | 3 800        | 46,34        | 4 209       | 51,32       |        |        |
| Blancs et nuls           | Blancs et nuls        | Blancs et nuls | 142          | 3,74         | 139         | 3,30        |        |        |
| Exprimés                 | Exprimés              | Exprimés       | 3 658        | 96,26        | 4 070       | 96,70       |        |        |
| * Liste du maire sortant |                       |                |              |              |             |             |        |        |

### Saint-Genis-Laval
- Maire sortant : Roland Crimier (MoDem)
- 35 sièges à pourvoir au conseil municipal (population légale 2011 : 20 673 habitants)
- 2 sièges à pourvoir au conseil communautaire (Métropole de Lyon)

| Tête de liste            | Tête de liste      | Liste          | Premier tour | Premier tour | Second tour | Second tour | Sièges | Sièges |
| Tête de liste            | Tête de liste      | Liste          | Voix         | %            | Voix        | %           | CM     | CC     |
| ------------------------ | ------------------ | -------------- | ------------ | ------------ | ----------- | ----------- | ------ | ------ |
|                          | Roland Crimier *   | UDI            | 3 794        | 45,91        | 4 018       | 49,46       | 27     | 2      |
|                          | Aurélien Calligaro | UMP            | 1 701        | 20,58        | 1 590       | 19,57       | 3      |        |
|                          | Thierry Monnet     | PS-PCF-EELV    | 1 386        | 16,77        | 1 257       | 15,47       | 2      |        |
|                          | Yves Crubellier    | FN             | 1 382        | 16,72        | 1 258       | 15,48       | 3      |        |
|                          |                    |                |              |              |             |             |        |        |
| Inscrits                 | Inscrits           | Inscrits       | 15 717       | 100,00       | 15 717      | 100,00      |        |        |
| Abstentions              | Abstentions        | Abstentions    | 7 301        | 46,45        | 7 490       | 47,66       |        |        |
| Votants                  | Votants            | Votants        | 8 416        | 53,55        | 8 227       | 52,34       |        |        |
| Blancs et nuls           | Blancs et nuls     | Blancs et nuls | 153          | 1,82         | 104         | 1,26        |        |        |
| Exprimés                 | Exprimés           | Exprimés       | 8 263        | 98,18        | 8 123       | 98,74       |        |        |
| * Liste du maire sortant |                    |                |              |              |             |             |        |        |

### Saint-Laurent-de-Mure
- Maire sortant : Christiane Guicherd (UMP)
- 29 sièges à pourvoir au conseil municipal (population légale 2011 : 5 297 habitants)
- 5 sièges à pourvoir au conseil communautaire (CC de l'Est lyonnais)

|                          | Christiane Guicherd * | DVD            | 1 335 | 100,00 | 29 | 5 |  |  |
|                          |                       |                |       |        |    |   |  |  |
| Inscrits                 | Inscrits              | Inscrits       | 4 034 | 100,00 |    |   |  |  |
| Abstentions              | Abstentions           | Abstentions    | 2 268 | 56,22  |    |   |  |  |
| Votants                  | Votants               | Votants        | 1 766 | 43,78  |    |   |  |  |
| Blancs et nuls           | Blancs et nuls        | Blancs et nuls | 431   | 24,41  |    |   |  |  |
| Exprimés                 | Exprimés              | Exprimés       | 1 335 | 75,59  |    |   |  |  |
| * Liste du maire sortant |                       |                |       |        |    |   |  |  |

### Saint-Priest
- Maire sortant : Martine David (PS)
- 43 sièges à pourvoir au conseil municipal (population légale 2011 : 42 535 habitants)
- 5 sièges à pourvoir au conseil communautaire (Métropole de Lyon)

| Tête de liste            | Tête de liste     | Liste          | Premier tour | Premier tour | Second tour | Second tour | Sièges | Sièges |
| Tête de liste            | Tête de liste     | Liste          | Voix         | %            | Voix        | %           | CM     | CC     |
| ------------------------ | ----------------- | -------------- | ------------ | ------------ | ----------- | ----------- | ------ | ------ |
|                          | Martine David *   | PS             | 4 766        | 35,04        | 5 893       | 39,95       | 8      | 1      |
|                          | Gilles Gascon     | UMP            | 4 464        | 32,82        | 6 795       | 46,06       | 32     | 4      |
|                          | Sandrine Ligout   | FN             | 2 991        | 21,99        | 2 062       | 13,97       | 3      |        |
|                          | Véronique Moreira | EELV           | 923          | 6,78         |             |             |        |        |
|                          | André Pozzi       | EXD            | 456          | 3,35         |             |             |        |        |
|                          |                   |                |              |              |             |             |        |        |
| Inscrits                 | Inscrits          | Inscrits       | 26 672       | 100,00       | 26 672      | 100,00      |        |        |
| Abstentions              | Abstentions       | Abstentions    | 12 693       | 47,59        | 11 553      | 43,32       |        |        |
| Votants                  | Votants           | Votants        | 13 979       | 52,41        | 15 119      | 56,68       |        |        |
| Blancs et nuls           | Blancs et nuls    | Blancs et nuls | 379          | 2,71         | 369         | 2,44        |        |        |
| Exprimés                 | Exprimés          | Exprimés       | 13 600       | 97,29        | 14 750      | 97,56       |        |        |
| * Liste du maire sortant |                   |                |              |              |             |             |        |        |

### Saint-Symphorien-d'Ozon
- Maire sortant : Raymond Béal (DVD)
- 29 sièges à pourvoir au conseil municipal (population légale 2011 : 5 375 habitants)
- 8 sièges à pourvoir au conseil communautaire (CC du Pays de l'Ozon)

|                | Pierre Ballesio   | DVD            | 1 220 | 53,50  | 23 | 7 |  |  |
|                | Arnaud Deleu      | SE             | 751   | 32,93  | 4  | 1 |  |  |
|                | Geneviève Gleynat | DVG            | 309   | 13,55  | 2  |   |  |  |
|                |                   |                |       |        |    |   |  |  |
| Inscrits       | Inscrits          | Inscrits       | 3 651 | 100,00 |    |   |  |  |
| Abstentions    | Abstentions       | Abstentions    | 1 311 | 35,91  |    |   |  |  |
| Votants        | Votants           | Votants        | 2 340 | 64,09  |    |   |  |  |
| Blancs et nuls | Blancs et nuls    | Blancs et nuls | 60    | 2,56   |    |   |  |  |
| Exprimés       | Exprimés          | Exprimés       | 2 280 | 97,44  |    |   |  |  |

### Sainte-Foy-lès-Lyon
- Maire sortant : Michel Chapas (UMP)
- 35 sièges à pourvoir au conseil municipal (population légale 2011 : 21 585 habitants)
- 2 sièges à pourvoir au conseil communautaire (Métropole de Lyon)

| Tête de liste  | Tête de liste         | Liste          | Premier tour | Premier tour | Second tour | Second tour | Sièges | Sièges |
| Tête de liste  | Tête de liste         | Liste          | Voix         | %            | Voix        | %           | CM     | CC     |
| -------------- | --------------------- | -------------- | ------------ | ------------ | ----------- | ----------- | ------ | ------ |
|                | Véronique Sarselli    | UMP-UDI        | 2 979        | 31,40        | 3 744       | 39,63       | 25     | 2      |
|                | Gilles Assi           | DVD            | 1 990        | 20,97        | 3 041       | 32,19       | 6      |        |
|                | Cyrille Isaac Sibille | MoDem          | 1 351        | 14,24        |             |             |        |        |
|                | Monique Cosson        | DVG            | 1 207        | 12,72        | 1 668       | 17,65       | 3      |        |
|                | Muriel Coativy        | FN             | 1 172        | 12,35        | 994         | 10,52       | 1      |        |
|                | Éric Pommet           | PRG-PS         | 788          | 8,30         |             |             |        |        |
|                |                       |                |              |              |             |             |        |        |
| Inscrits       | Inscrits              | Inscrits       | 15 774       | 100,00       | 15 774      | 100,00      |        |        |
| Abstentions    | Abstentions           | Abstentions    | 6 138        | 38,91        | 6 191       | 39,25       |        |        |
| Votants        | Votants               | Votants        | 9 636        | 61,09        | 9 583       | 60,75       |        |        |
| Blancs et nuls | Blancs et nuls        | Blancs et nuls | 149          | 1,55         | 136         | 1,42        |        |        |
| Exprimés       | Exprimés              | Exprimés       | 9 487        | 98,45        | 9 447       | 98,58       |        |        |

### Tarare
- Maire sortant : Thomas Chadoeuf-Hoebeke (PS)
- 33 sièges à pourvoir au conseil municipal (population légale 2011 : 10 541 habitants)
- 15 sièges à pourvoir au conseil communautaire (CA de l'Ouest Rhodanien)

|                          | Bruno Peylachon   | DVD            | 2 122 | 50,80  | 25 | 12 |  |  |
|                          | Thomas Chadoeuf * | DVG            | 1 288 | 30,83  | 5  | 2  |  |  |
|                          | Martine Poizat    | FN             | 527   | 12,61  | 2  | 1  |  |  |
|                          | Dalila Wendling   | SE             | 240   | 5,74   | 1  |    |  |  |
|                          |                   |                |       |        |    |    |  |  |
| Inscrits                 | Inscrits          | Inscrits       | 6 611 | 100,00 |    |    |  |  |
| Abstentions              | Abstentions       | Abstentions    | 2 329 | 35,23  |    |    |  |  |
| Votants                  | Votants           | Votants        | 4 282 | 64,77  |    |    |  |  |
| Blancs et nuls           | Blancs et nuls    | Blancs et nuls | 105   | 2,45   |    |    |  |  |
| Exprimés                 | Exprimés          | Exprimés       | 4 177 | 97,55  |    |    |  |  |
| * Liste du maire sortant |                   |                |       |        |    |    |  |  |

### Tassin-la-Demi-Lune
- Maire sortant : Jean-Claude Desseigne (UDI)
- 33 sièges à pourvoir au conseil municipal (population légale 2011 : 19 868 habitants)
- 2 sièges à pourvoir au conseil communautaire (Métropole de Lyon)

| Tête de liste            | Tête de liste           | Liste          | Premier tour | Premier tour | Second tour | Second tour | Sièges | Sièges |
| Tête de liste            | Tête de liste           | Liste          | Voix         | %            | Voix        | %           | CM     | CC     |
| ------------------------ | ----------------------- | -------------- | ------------ | ------------ | ----------- | ----------- | ------ | ------ |
|                          | Pascal Charmot          | UMP            | 3 171        | 43,90        | 3 664       | 49,30       | 25     | 2      |
|                          | Jean-Claude Desseigne * | DVD            | 2 130        | 29,49        | 1 849       | 24,87       | 4      |        |
|                          | Julien Ranc             | DVG            | 1 921        | 26,59        | 1 919       | 25,82       | 4      |        |
|                          |                         |                |              |              |             |             |        |        |
| Inscrits                 | Inscrits                | Inscrits       | 13 164       | 100,00       | 13 164      | 100,00      |        |        |
| Abstentions              | Abstentions             | Abstentions    | 5 672        | 43,09        | 5 582       | 42,40       |        |        |
| Votants                  | Votants                 | Votants        | 7 492        | 56,91        | 7 582       | 57,60       |        |        |
| Blancs et nuls           | Blancs et nuls          | Blancs et nuls | 270          | 3,60         | 150         | 1,98        |        |        |
| Exprimés                 | Exprimés                | Exprimés       | 7 222        | 96,40        | 7 432       | 98,02       |        |        |
| * Liste du maire sortant |                         |                |              |              |             |             |        |        |

### Ternay
- Maire sortant : Jean-Jacques Brun (DVD)
- 29 sièges à pourvoir au conseil municipal (population légale 2011 : 5 357 habitants)
- 8 sièges à pourvoir au conseil communautaire (CC du Pays de l'Ozon)

| Tête de liste            | Tête de liste        | Liste          | Premier tour | Premier tour | Second tour | Second tour | Sièges | Sièges |
| Tête de liste            | Tête de liste        | Liste          | Voix         | %            | Voix        | %           | CM     | CC     |
| ------------------------ | -------------------- | -------------- | ------------ | ------------ | ----------- | ----------- | ------ | ------ |
|                          | Jean-Jacques Brun *  | DVD            | 879          | 42,77        | 1 023       | 47,82       | 22     | 6      |
|                          | Marie-Claude Gaillot | SE             | 819          | 39,85        | 880         | 41,14       | 6      | 2      |
|                          | Thierry Cohen        | SE             | 357          | 17,37        | 236         | 11,03       | 1      |        |
|                          |                      |                |              |              |             |             |        |        |
| Inscrits                 | Inscrits             | Inscrits       | 3 556        | 100,00       | 3 556       | 100,00      |        |        |
| Abstentions              | Abstentions          | Abstentions    | 1 383        | 38,89        | 1 348       | 37,91       |        |        |
| Votants                  | Votants              | Votants        | 2 173        | 61,11        | 2 208       | 62,09       |        |        |
| Blancs et nuls           | Blancs et nuls       | Blancs et nuls | 118          | 5,43         | 69          | 3,13        |        |        |
| Exprimés                 | Exprimés             | Exprimés       | 2 055        | 94,57        | 2 139       | 96,88       |        |        |
| * Liste du maire sortant |                      |                |              |              |             |             |        |        |

### Thizy-les-Bourgs
- Maire sortant : Michel Mercier (UDI)
- 29 sièges à pourvoir au conseil municipal (population légale 2011 : 6 373 habitants)
- 9 sièges à pourvoir au conseil communautaire (CA de l'Ouest Rhodanien)

|                          | Michel Mercier * | UDI-MoDem      | 1 763 | 69,30  | 25 | 8 |  |  |
|                          | Jérôme Tournier  | DVG            | 781   | 30,69  | 4  | 1 |  |  |
|                          |                  |                |       |        |    |   |  |  |
| Inscrits                 | Inscrits         | Inscrits       | 4 143 | 100,00 |    |   |  |  |
| Abstentions              | Abstentions      | Abstentions    | 1 376 | 33,21  |    |   |  |  |
| Votants                  | Votants          | Votants        | 2 767 | 66,79  |    |   |  |  |
| Blancs et nuls           | Blancs et nuls   | Blancs et nuls | 223   | 8,06   |    |   |  |  |
| Exprimés                 | Exprimés         | Exprimés       | 2 544 | 91,94  |    |   |  |  |
| * Liste du maire sortant |                  |                |       |        |    |   |  |  |

### Vaulx-en-Velin
- Maire sortant : Bernard Genin (FG)
- 43 sièges à pourvoir au conseil municipal (population légale 2011 : 42 726 habitants)
- 4 sièges à pourvoir au conseil communautaire (Métropole de Lyon)

| Tête de liste            | Tête de liste         | Liste          | Premier tour | Premier tour | Second tour | Second tour | Sièges | Sièges |
| Tête de liste            | Tête de liste         | Liste          | Voix         | %            | Voix        | %           | CM     | CC     |
| ------------------------ | --------------------- | -------------- | ------------ | ------------ | ----------- | ----------- | ------ | ------ |
|                          | Hélène Geoffroy       | PS             | 2 179        | 27,08        | 3 760       | 41,66       | 31     | 3      |
|                          | Stéphane Bertin       | SE             | 1 354        | 16,82        | 3 760       | 41,66       | 31     | 3      |
|                          | Bernard Genin *       | FG             | 2 100        | 26,09        | 3 541       | 39,23       | 8      | 1      |
|                          | Nordine Gasmi         | SE             | 848          | 10,53        | 3 541       | 39,23       | 8      | 1      |
|                          | Philippe Moine        | UMP-UDI        | 1 364        | 16,95        | 1 724       | 19,10       | 4      |        |
|                          | Marie-Andrée Marsteau | EXG            | 201          | 2,49         |             |             |        |        |
|                          |                       |                |              |              |             |             |        |        |
| Inscrits                 | Inscrits              | Inscrits       | 21 993       | 100,00       | 21 993      | 100,00      |        |        |
| Abstentions              | Abstentions           | Abstentions    | 13 661       | 62,12        | 12 472      | 56,71       |        |        |
| Votants                  | Votants               | Votants        | 8 332        | 37,88        | 9 521       | 43,29       |        |        |
| Blancs et nuls           | Blancs et nuls        | Blancs et nuls | 286          | 3,43         | 496         | 5,21        |        |        |
| Exprimés                 | Exprimés              | Exprimés       | 8 046        | 96,57        | 9 025       | 94,79       |        |        |
| * Liste du maire sortant |                       |                |              |              |             |             |        |        |

### Vénissieux
- Maire sortant : Michèle Picard (FG)
- 49 sièges à pourvoir au conseil municipal (population légale 2011 : 60 159 habitants)
- 7 sièges à pourvoir au conseil communautaire (Métropole de Lyon)

| Tête de liste            | Tête de liste           | Liste          | Premier tour | Premier tour | Second tour | Second tour | Sièges | Sièges |
| Tête de liste            | Tête de liste           | Liste          | Voix         | %            | Voix        | %           | CM     | CC     |
| ------------------------ | ----------------------- | -------------- | ------------ | ------------ | ----------- | ----------- | ------ | ------ |
|                          | Michèle Picard *        | FG-EÉLV        | 3 763        | 30,72        | 4 967       | 37,64       | 34     | 5      |
|                          | Christophe Girard       | MPF-UMP-DLR    | 2 698        | 22,02        | 4 012       | 30,40       | 8      | 1      |
|                          | Lotfi Ben Khelifa       | PS             | 1 934        | 15,78        | 2 862       | 21,68       | 5      | 1      |
|                          | Yvan Benedetti          | EXD            | 1 408        | 11,49        | 1 355       | 10,26       | 2      |        |
|                          | Maurice Iacovella       | UDI            | 738          | 6,02         |             |             |        |        |
|                          | Samia Hamdiken Ledesert | DVG            | 628          | 5,12         |             |             |        |        |
|                          | Eléazar Bafounta        | SE             | 463          | 3,77         |             |             |        |        |
|                          | Marie-Christine Seemann | EXG            | 327          | 2,66         |             |             |        |        |
|                          | Mounir Grami            | SE             | 290          | 2,36         |             |             |        |        |
|                          |                         |                |              |              |             |             |        |        |
| Inscrits                 | Inscrits                | Inscrits       | 28 700       | 100,00       | 28 701      | 100,00      |        |        |
| Abstentions              | Abstentions             | Abstentions    | 16 000       | 55,75        | 15 043      | 52,41       |        |        |
| Votants                  | Votants                 | Votants        | 12 700       | 44,25        | 13 658      | 47,59       |        |        |
| Blancs et nuls           | Blancs et nuls          | Blancs et nuls | 451          | 3,55         | 462         | 3,38        |        |        |
| Exprimés                 | Exprimés                | Exprimés       | 12 249       | 96,45        | 13 196      | 96,62       |        |        |
| * Liste du maire sortant |                         |                |              |              |             |             |        |        |

Le 7 octobre 2014, l'élection municipale de Vénissieux est invalidée par le Tribunal administratif de Lyon, décision confirmée par le Conseil d'État. Un nouveau scrutin a eu lieu les 22 et 29 mars 2015, qui voit la réélection de la maire sortante.

### Villefranche-sur-Saône
- Maire sortant : Bernard Perrut (UMP)
- 39 sièges à pourvoir au conseil municipal (population légale 2011 : 35 640 habitants)
- 23 sièges à pourvoir au conseil communautaire (CA Villefranche Beaujolais Saône)

| Tête de liste            | Tête de liste    | Liste          | Premier tour | Premier tour | Second tour | Second tour | Sièges | Sièges |
| Tête de liste            | Tête de liste    | Liste          | Voix         | %            | Voix        | %           | CM     | CC     |
| ------------------------ | ---------------- | -------------- | ------------ | ------------ | ----------- | ----------- | ------ | ------ |
|                          | Bernard Perrut * | UMP-UDI        | 3 300        | 33,06        | 3 926       | 39,72       | 28     | 17     |
|                          | Pascal Ronziere  | DVD            | 2 719        | 27,24        | 3 085       | 31,21       | 6      | 4      |
|                          | Florian Oriol    | FN             | 1 725        | 17,28        | 1 388       | 14,04       | 2      | 1      |
|                          | Danielle Lebail  | PCF-PS-EELV    | 1 652        | 16,55        | 1 484       | 15,01       | 3      | 1      |
|                          | Yusuf Oz         | SE             | 583          | 5,84         |             |             |        |        |
|                          |                  |                |              |              |             |             |        |        |
| Inscrits                 | Inscrits         | Inscrits       | 19 059       | 100,00       | 19 059      | 100,00      |        |        |
| Abstentions              | Abstentions      | Abstentions    | 8 890        | 46,64        | 8 976       | 47,10       |        |        |
| Votants                  | Votants          | Votants        | 10 169       | 53,36        | 10 083      | 52,90       |        |        |
| Blancs et nuls           | Blancs et nuls   | Blancs et nuls | 190          | 1,87         | 200         | 1,98        |        |        |
| Exprimés                 | Exprimés         | Exprimés       | 9 979        | 98,13        | 9 883       | 98,02       |        |        |
| * Liste du maire sortant |                  |                |              |              |             |             |        |        |

### Villeurbanne
- Maire sortant : Jean-Paul Bret (PS)
- 55 sièges à pourvoir au conseil municipal (population légale 2011 : 145 034 habitants)
- 17 sièges à pourvoir au conseil communautaire (Métropole de Lyon)

| Tête de liste            | Tête de liste        | Liste          | Premier tour | Premier tour | Second tour | Second tour | Sièges | Sièges |
| Tête de liste            | Tête de liste        | Liste          | Voix         | %            | Voix        | %           | CM     | CC     |
| ------------------------ | -------------------- | -------------- | ------------ | ------------ | ----------- | ----------- | ------ | ------ |
|                          | Jean-Paul Bret *     | PS-PCF         | 14 872       | 41,50        | 16 662      | 45,46       | 41     | 13     |
|                          | Jean-Wilfried Martin | UMP            | 8 079        | 22,54        | 9 157       | 24,98       | 7      | 2      |
|                          | Stéphane Poncet      | FN             | 6 287        | 17,54        | 5 823       | 15,88       | 4      | 1      |
|                          | Béatrice Vessiller   | EELV-PG        | 5 667        | 15,81        | 5 004       | 13,65       | 3      | 1      |
|                          | Philippe Bruneau     | LO             | 929          | 2,59         |             |             |        |        |
|                          |                      |                |              |              |             |             |        |        |
| Inscrits                 | Inscrits             | Inscrits       | 80 206       | 100,00       | 80 207      | 100,00      |        |        |
| Abstentions              | Abstentions          | Abstentions    | 43 414       | 54,13        | 42 648      | 53,17       |        |        |
| Votants                  | Votants              | Votants        | 36 792       | 45,87        | 37 559      | 46,83       |        |        |
| Blancs et nuls           | Blancs et nuls       | Blancs et nuls | 958          | 2,60         | 913         | 2,43        |        |        |
| Exprimés                 | Exprimés             | Exprimés       | 35 834       | 97,40        | 36 646      | 97,57       |        |        |
| * Liste du maire sortant |                      |                |              |              |             |             |        |        |